# Abbesjön

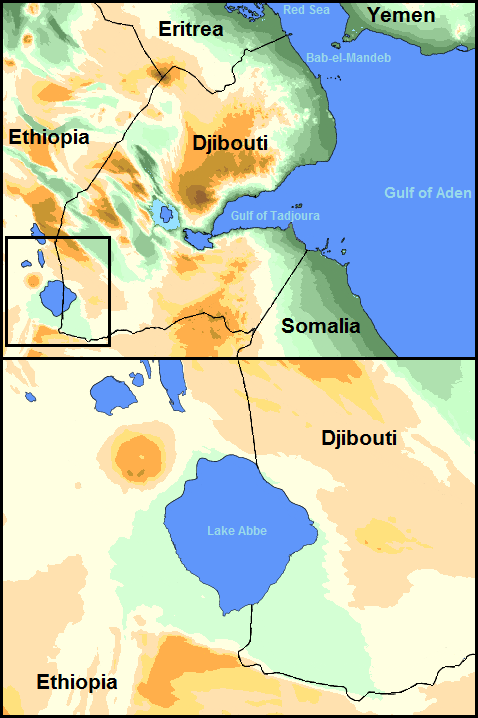
Abbesjöns läge

Abbesjön (eller Abhe Badsjön) är en saltsjö belägen på gränsen mellan Djibouti och Etiopien. Abbesjön får sitt vatten från Awashfloden och är den sista i en kedja av sex sjöar, där de övriga är Gargori, Laitali, Gummare, Bario och Afambo. Sjön är känd för sina femtio meter höga kalkstenskedjor. 
Abbesjön ligger vid Afartriangeln, där tre kontinentalplattor rör sig från verandra.
Abbes stränder är bosatta av nomader och sjön är även mycket känd för sina flamingor. Filmen Apornas planet spelades in vid sjön.